# Santa Ynez Mountains
Die Santa Ynez Mountains sind ein Gebirge in der Transverse Ranges in Südkalifornien. Das Gebirge liegt hauptsächlich im Santa Barbara County, nur ein kleiner Teil gehört zum Ventura County. Die Santa Ynez Mountains verlaufen völlig von Ost nach West, was in den USA selten ist. Im Norden des Gebirges liegt der Canyon des Ventura River und des Matilija Creek. Im Gebirge entspringt auch der Santa Ynez River. Entstanden ist das Gebirge im Miozän vor 5 Millionen Jahren. Höchster Punkt ist der Santa Ynez Mountains High Point mit einer Höhe von 1483 Metern, gefolgt vom Divide Peak mit 1435 Metern und Santa Ynez Peak mit 1310 Meter. Die überwiegende Vegetation in dieser Region ist Chaparral.
In den Santa Ynez Mountains ist die Rancho del Cielo gelegen, die der frühere US-Präsident Ronald Reagan als Western White House verwendete.

## Weblinks

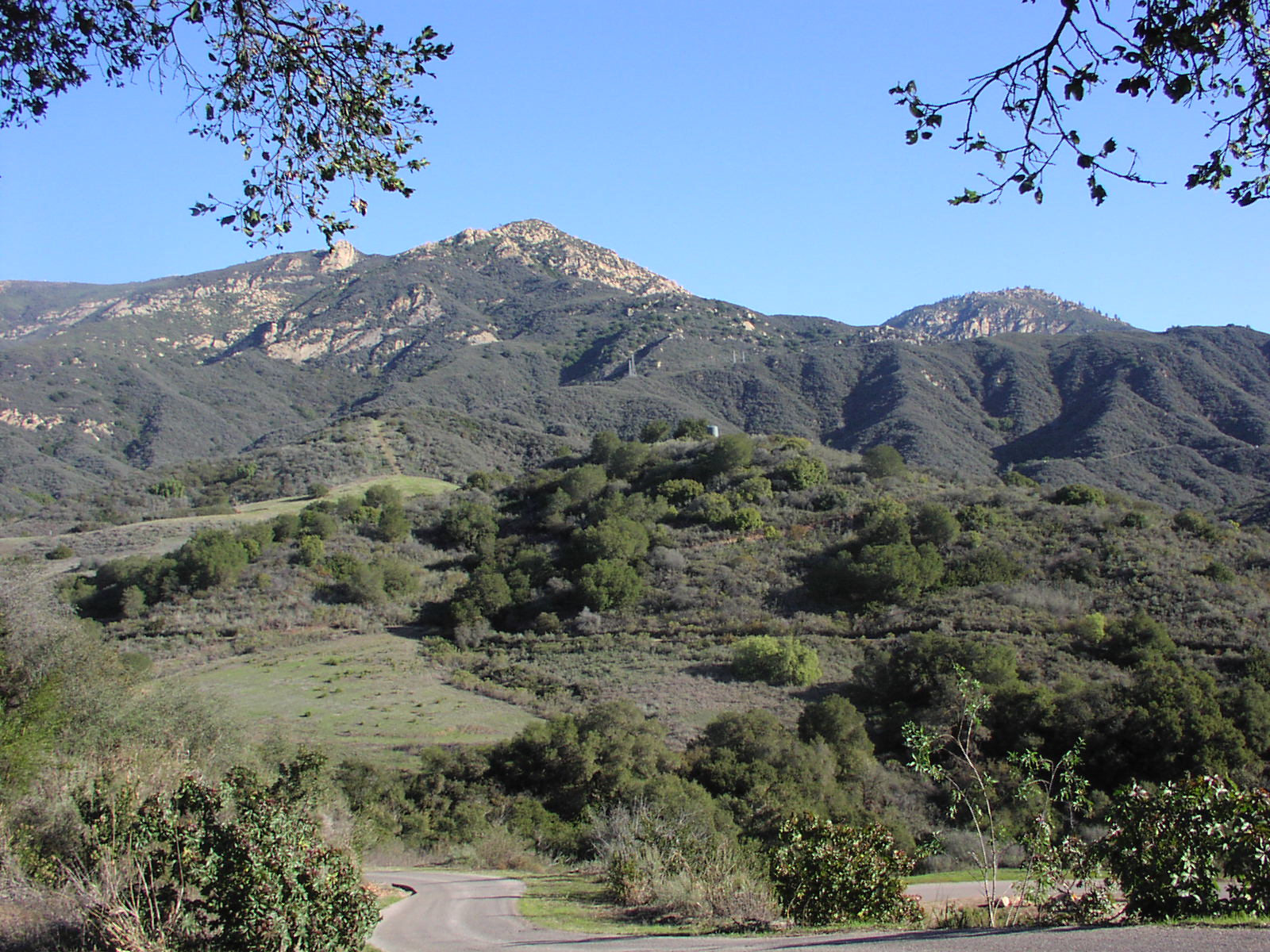
Upper San Roque Canyon